# Неуротоксичност
Неуротоксичност је облик токсичности у којој биолошки, хемијски или физички агенс производи негативни ефекат на структуру или функцију централног и/или периферног нервног система. Појављује се када изложеност супстанци, посебно неуротоксину, мења нормалну активност нервног система на начин који изазива трајно или реверзибилно оштећење нервног ткива. Ово на крају може пореметити или чак убити неуроне, које су ћелије које преносе и процесирају сигнале у мозгу и другим деловима нервног система. Неуротоксичност може бити резултат:
- трансплантације органа,
- терапије зрачењем,
- одређених лекова (нпр. супстанци које се користе у хемотерапији),
- рекреативне употребе дрога,
- излагања тешким металима,
- излагања пестицидима,
- излагања одређеним индустријским средствима за чишћење,
- излагања одређеним природним супстанцама.

Симптоми се могу појавити одмах након експозиције или бити одложени. Они могу укључити слабост или удубљење удова, губитак памћења, вида и/или интелект, неконтролисано опсесивно и/или компулзивно понашање, заблуде, главобољу, когнитивне и бихевиоралне проблеме и сексуалну дисфункцију.